# 喬·卡巴金
喬·卡巴金（Jon Kabat-Zinn，1944年6月5日—），是美國麻省理工學院分子生物學博士、麻薩諸塞大學醫學院的榮譽醫學博士，也是麻薩諸塞大學醫學院覺察中心及其附屬醫院減壓門診的創辦人。
卡巴金也是禪修指導師、作家。
1979年在麻薩諸塞大學醫學院開設的覺察減壓課程，也推廣於醫療中心、醫院及健康維護機構。

## 生平
1964年畢業於哈佛大學。1971年獲得麻省理工學院分子生物學博士，指導教授為薩爾瓦多·盧瑞亞，諾貝爾醫學獎得主。
在麻省理工學院期間，卡巴金是反對軍事研究的領袖，也是反對越戰的活動人士 。
起先卡巴金是經由菲力浦·凱普樓認識到冥想，當時卡巴金正就讀於麻省理工學院，凱普樓到該校演講。卡巴金與佛學導師如釋一行、崇山行願持續研習冥想；曾在內觀冥想學會學習，最後成為其組織的導師。
1979年，卡巴金為麻薩諸塞大學醫學院開設減壓診所，設計了覺察減壓課程，協助病人以覺察處理壓力、症狀與病痛。1995年，卡巴金為其醫學院創辦覺察中心。
卡巴金是心靈與生命研究所的榮譽董事。

## 覺察的七種態度
喬·卡巴金所建立的覺察減壓是以七種的態度作為支柱：
1. 不批判
2. 忍耐
3. 保持初心
4. 信任自己
5. 不強求
6. 接受自己
7. 放手不執著

## 著作
正念療癒力：八週找回平靜、自信與智慧的自己
是情緒糟，不是你很糟：穿透憂鬱的內觀力量
正念的感官覺醒
正念父母心，享受每天的幸福
當下，繁花盛開